# Justs
Justs Sirmais (ur. 6 lutego 1995 w Ķekavie) – łotewski piosenkarz i autor tekstów, reprezentant Łotwy w 61. Konkursie Piosenki Eurowizji (2016).

## Życiorys
Urodził się w Ķekavie. Od szóstego roku życia uczęszczał do szkoły muzycznej. Ukończył ryską szkołę muzyki (Riga Kora schola) oraz ryskie Gimnazjum Państwowe nr 1. Ukończył szkołę średnią w Rydze na profilu matematyczno-fizycznym. Następnie podjął studia na Ryskiej Akademii Nauczycieli i Edukacji (RPIVA) na wydziale nauczyciela muzyki. Pracował jako nauczyciel muzyki chorych umysłowo dzieci.
W wieku 16 lat rozpoczął występy na ulicach Rygi. Krótko po tym, wraz z przyjaciółmi, założył pierwszy zespół Tax Free. Podczas jednego z występów otrzymał propozycję współpracy jako dodatkowy wokalista łotewskiego zespołu hip hopowego Gacho. Pojawił się również na albumie zespołu zatytułowanym Smaids Lidz Ausim.

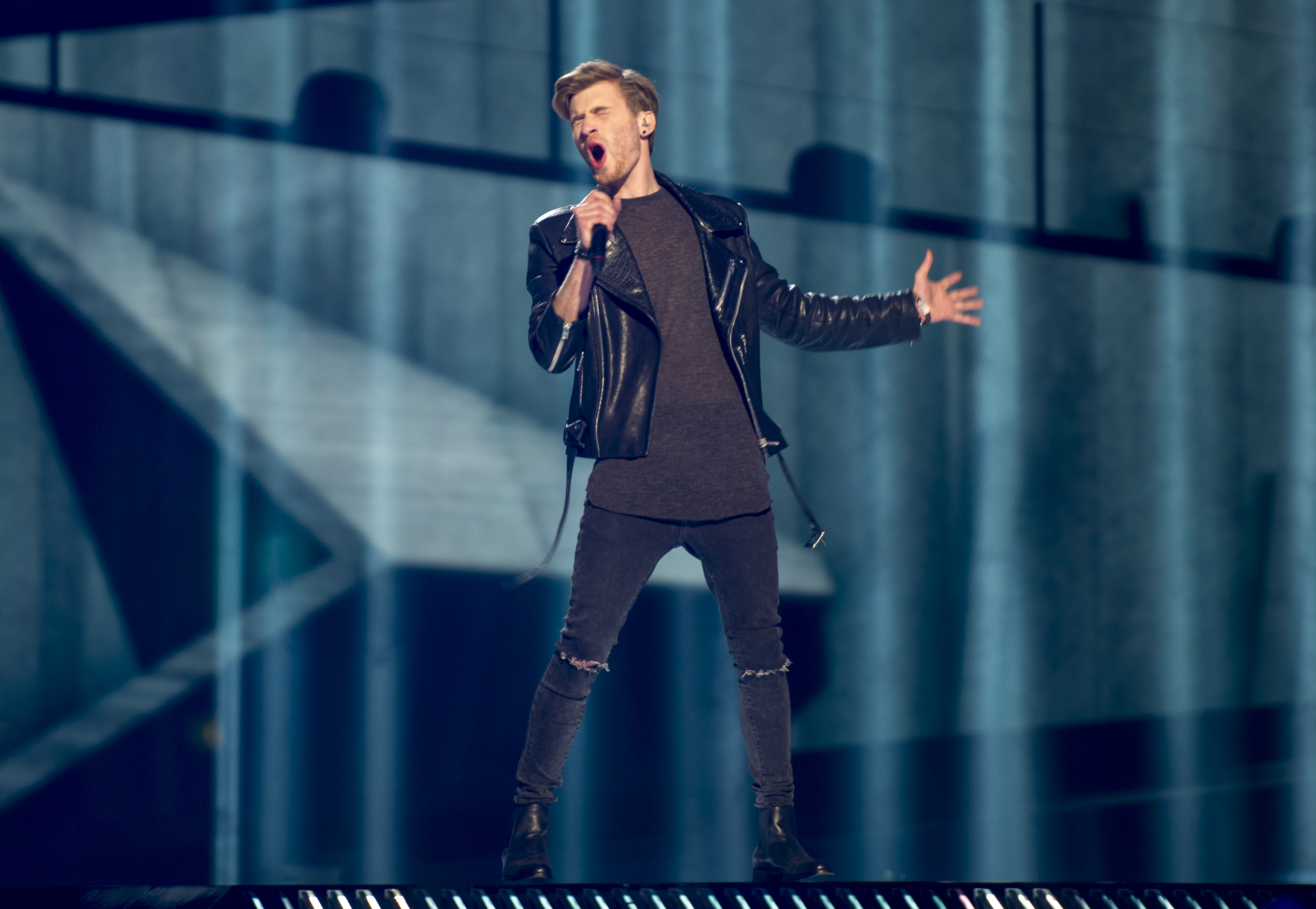
Justs Sirmais podczas prób do występu w 61. Konkursie Piosenki Eurowizji w Sztokholmie, maj 2016

31 stycznia 2016 został ogłoszony jednym z uczestników biorących udział w programie Supernova, wyłaniającym reprezentanta Łotwy w Konkursie Piosenki Eurowizji, do którego zgłosił się z utworem „Heartbeat”. 28 lutego wystąpił w finale selekcji i zdobył w nim największą liczbę głosów od telewidzów, dzięki czemu zajął pierwsze miejsce, zostając reprezentantem Łotwy w 61. Konkursie Piosenki Eurowizji organizowanym w Sztokholmie. 12 maja pomyślnie przeszedł przez drugi półfinał konkursu, a 14 maja zajął w finale 15. miejsce z 132 punktami na koncie, w tym 63 pkt od telewidzów (13. miejsce) i 69 pkt od jurorów (15. miejsce). 17 maja wydał debiutancką EP-kę pt. To Be Heard, na której umieścił dwie piosenki: „Fly Away” i „Have It All”. Kilka tygodni później wydał singel „Ko tu dari?”, a także łotewską wersję językową piosenki „Have It All” – „Kaut mazliet”.
W 2017 wydał dwa single: „Message to You” i „Are You There”. 20 kwietnia 2018 ukazał się jego debiutancki album studyjny pt. Here I Am.
W 2020 wystąpił jako Wróbel w programie Balss maskā, zajmując trzecie miejsce. W 2023 z piosenką „Strangers”, którą napisał i skomponował razem z Weroniką Gabryelczyk i Uku Moldau, wziął udział w programie Supernova, wyłaniającym reprezentanta Łotwy w 67. Konkursu Piosenki Eurowizji w Liverpoolu. W 2024 wydał single: „Baltajos palagos”, „Atslēdziņas” i „Fit Right”, z którym wziął udział w programie Supernova, wyłaniającym reprezentanta Łotwy w 69. Konkursu Piosenki Eurowizji w Bazylei.

## Dyskografia
Albumy studyjne
| Rok | Dane dot. albumu |
| --- | --- |
| 2018 | \| Here I Am \| \| ---------------------------------------------------------------------------------------------------------------------------------------------------------------------------------------------------------------------------------------------------------------- \| \| 1. „Anything Above” (oraz Makree) – 2:48 2. „Falling Down” – 3:19 3. „Position in Here” (oraz Makree) – 3:09 4. „Uz palodzes” – 4:00 5. „One More” (gościnnie: Expsr) – 3:33 6. „Why We Are Running” – 3:51 7. „Scream My Name” – 3:37 8. „Are You There” – 3:29 \| - Wydany: 20 kwietnia 2018 - Wytwórnia: Just Entertainment - Format: digital download, streaming |
| Here I Am | |
| 1. „Anything Above” (oraz Makree) – 2:48 2. „Falling Down” – 3:19 3. „Position in Here” (oraz Makree) – 3:09 4. „Uz palodzes” – 4:00 5. „One More” (gościnnie: Expsr) – 3:33 6. „Why We Are Running” – 3:51 7. „Scream My Name” – 3:37 8. „Are You There” – 3:29 | |

EP
| Rok                                          | Dane dot. albumu |
| -------------------------------------------- | --- |
| 2016                                         | \| To Be Heard \| \| -------------------------------------------- \| \| 1. „Fly Away” – 3:52 2. „Have It All” – 3:11 \| - Wydany: 17 maja 2016 - Wytwórnia: Just Entertainment - Format: digital download |
| To Be Heard                                  | |
| 1. „Fly Away” – 3:52 2. „Have It All” – 3:11 | |

Single
| Rok                                                      | Tytuł                                     | Najwyższa pozycja na liście | Album     |
| Rok                                                      | Tytuł                                     | SWE                         | Album     |
| -------------------------------------------------------- | ----------------------------------------- | --------------------------- | --------- |
| 2016                                                     | „Heartbeat”                               | 80                          | –         |
| 2016                                                     | „Ko tu dari?”                             | –                           | –         |
| 2016                                                     | „Kaut mazliet”                            | –                           | –         |
| 2017                                                     | „Message to You”                          | –                           | –         |
| 2017                                                     | „Latvijai”                                | –                           | –         |
| 2017                                                     | „Are You There”                           | –                           | Here I Am |
| 2018                                                     | „Uz palodzes”                             | –                           | Here I Am |
| 2023                                                     | „Strangers”                               | –                           | –         |
| 2024                                                     | „Baltajos palagos”                        | –                           | –         |
| 2024                                                     | „Atslēdziņas” (gościnnie: Tikasha Sakama) | –                           | –         |
| 2024                                                     | „Fit Right”                               | –                           | –         |
| „–” oznacza, że singel nie był notowany na danej liście. |                                           |                             |           |

Z gościnnym udziałem
| Rok  | Tytuł                                                               | Album |
| ---- | ------------------------------------------------------------------- | ----- |
| 2018 | „Anything Above” (Makree, gościnnie: Justs)                         | –     |
| 2018 | „Position in Here” (Makree, gościnnie: Justs)                       | –     |
| 2019 | „Still Loving You” (Nicky Miles, gościnnie: Justs i Olga Palushina) | –     |